# 第三十四号哨戒特務艇
第三十四号哨戒特務艇（だいさんじゅうよんごうしょうかいとくむてい）は、日本海軍の未成特務艇（哨戒特務艇）。第一号型哨戒特務艇の16番艇。

## 艇歴
マル戦計画の特務艇、第2121号艦型の34番艇、仮称艦名第2154号艦として計画。1944年10月26日、株式会社船矢造船鉄工所で起工。1945年5月5日、第三十四号哨戒特務艇と命名されて第一号型哨戒特務艇の16番艇に定められ、本籍を横須賀鎮守府と仮定。
終戦時未成。8月17日、工事中止が発令され船体工程80%で工事中止。
1947年2月1日、行動不能艦艇（特）に定められる。2月1日現在、船体は函館市の船矢造船鉄工所にあり、大湊地方復員局の依頼により同社が船体を管理中。4月14日、船体の一時使用許可が出され、16日に北海道庁へ引渡し。10月7日、中内某へ引き渡された。11月22日、在東京アメリカ極東海軍司令部から、本船の漁船への改造許可が出された。その後の消息は詳らかではない。